# Nova Zelândia na Copa do Mundo FIFA de 2010
A Seleção Neozelandesa de Futebol participou pela segunda vez da Copa do Mundo FIFA. A equipe, que até então só havia participado da Copa do Mundo FIFA de 1982, era a atual campeã da Copa das Nações da OFC, assim se classificando para disputar a repescagem da única vaga (não totalmente garantida) que a FIFA dá para as seleções oceânicas. A repescagem foi disputada com o quinto colocado das Eliminatórias da AFC, a Seleção do Bahrein de Futebol.
Para uma equipe que só havia feito dois gols em copas e nunca havia ganho uma partida, fez uma primeira fase razoavelmente bem, mesmo não tendo se classificado para as oitavas-de-final. Sorteada no grupo F, empatou o primeiro jogo com a Eslováquia (1 x 1), empatou com a Itália (1 x 1) e empatou também a partida contra o Paraguai (0 x 0). Embora tenha 3 pontos acumulados na fase de grupos, não se classificou para a segunda fase, tendo ficado na 3ª colocação.
Mesmo não tendo ganhou uma única partida, foi a única seleção de todo o campeonato que acabou a Copa invicta, sem perder uma única vez, visto que a campeã, a Espanha perdera a primeira partida, contra a Suíça. Winston Reid e Shane Smeltz marcaram os gols neozelandeses na Copa, que teve como maior feito ter empatado com a Itália, campeã da Copa do Mundo FIFA de 2006.

## Eliminatórias
A Nova Zelândia já tem uma vaga garantida na Copa das Nações da OFC de 2008, pois é a qual melhor se classifica no Ranking Mundial da FIFA (54ª posição), a qual disputa com os 3 primeiros colocados da primeira fase das Eliminatórias (no caso, respectivamente, Nova Caledônia, Fiji e Vanatu). Mesmo se classificando, a vaga na competição não é garantida, tendo a seleção neozelandesa tido que disputar uma repescagem contra o quinto colocado das Eliminatórias da AFC, o Bahrein.

### Tabela de Classificação
| Equipe         | Pts. | J | V | E | D | GP | GC | SG |
| -------------- | ---- | - | - | - | - | -- | -- | -- |
| Nova Zelândia  | 15   | 6 | 5 | 0 | 1 | 14 | 5  | 9  |
| Nova Caledônia | 8    | 6 | 2 | 2 | 2 | 12 | 10 | 2  |
| Fiji           | 7    | 6 | 2 | 1 | 3 | 8  | 11 | -3 |
| Vanuatu        | 4    | 6 | 1 | 1 | 4 | 5  | 13 | -8 |

| L\V            | Nova Zelândia | Nova Caledónia | Fiji | Vanuatu |
| Nova Zelândia  |               | 0:2            | 3:0  | 4:1     |
| Nova Caledónia | 0:2           |                | 3:3  | 2:0     |
| Fiji           | 1:3           | 4:0            |      | 3:0     |
| Vanuatu        | 1:2           | 2:1            | 1:1  |         |

### Repescagem contra a AFC
| 10 de outubro de 2009 | Bahrein | 0 – 0     | Nova Zelândia | Estádio Nacional do Bahrein, Riffa         |
| 18:30 (UTC+3)         |         | Relatório |               | Público: 37,000 Árbitro: HUN Viktor Kassai |

| 14 de novembro de 2009 | Nova Zelândia | 1 – 0     | Bahrein | Westpac Stadium, Wellington                  |
| 20:00 (UTC+13)         | Fallon 45'    | Relatório |         | Público: 36,500 Árbitro: URU Jorge Larrionda |

## Escalação
| Número / Nome  | Número / Nome      | Clube                    | Jogos (gols)1 | Data Nasc.                       | J        | Gols     | Penalizado com cartão amarelo | Expulso  |
| Goleiros       | Goleiros           | Goleiros                 | Goleiros      | Goleiros                         | Goleiros | Goleiros | Goleiros                      | Goleiros |
| -------------- | ------------------ | ------------------------ | ------------- | -------------------------------- | -------- | -------- | ----------------------------- | -------- |
| 1              | Mark Paston        | Wellington Phoenix FC    | 26 (0)        | 13 de dezembro de 1976 (48 anos) | 3        | 0        | 0                             | 0        |
| 12             | Glen Moss          | Melbourne Victory FC     | 15 (0)        | 19 de janeiro de 1983 (42 anos)  | 0        | 0        | 0                             | 0        |
| 23             | James Bannatyne    | Team Wellington          | 3 (0)         | 30 de junho de 1975 (49 anos)    | 0        | 0        | 0                             | 0        |
| Defensores     |                    |                          |               |                                  |          |          |                               |          |
| 2              | Ben Sigmund        | Wellington Phoenix FC    | 14 (1)        | 3 de fevereiro de 1981 (44 anos) | 0        | 0        | 0                             | 0        |
| 3              | Tony Lochhead      | Wellington Phoenix FC    | 32 (0)        | 12 de janeiro de 1982 (43 anos)  | 3        | 0        | 1                             | 0        |
| 4              | Winston Reid       | FC Midtjylland           | 6 (1)         | 3 de julho de 1988 (36 anos)     | 3        | 1        | 1                             | 0        |
| 5              | Ivan Vicelich      | Auckland City FC         | 69 (6)        | 3 de março de 1976 (48 anos)     | 3        | 0        | 0                             | 0        |
| 6              | Ryan Nelsen        | Blackburn Rovers FC      | 43 (6)        | 18 de outubro de 1977 (47 anos)  | 3        | 0        | 2                             | 0        |
| 18             | Andy Boyens        | Red Bull New York        | 15 (0)        | 18 de março de 1983 (41 anos)    | 0        | 0        | 0                             | 0        |
| 19             | Tommy Smith        | Ipswich Town FC          | 7 (0)         | 31 de maio de 1990 (34 anos)     | 3        | 0        | 1                             | 0        |
| Meio-campistas |                    |                          |               |                                  |          |          |                               |          |
| 7              | Simon Elliott      | sem afiliação            | 66 (6)        | 10 de junho de 1974 (50 anos)    | 3        | 0        | 0                             | 0        |
| 8              | Tim Brown          | Wellington Phoenix FC    | 25 (0)        | 6 de maio de 1981 (43 anos)      | 0        | 0        | 0                             | 0        |
| 11             | Leo Bertos         | Wellington Phoenix FC    | 37 (0)        | 20 de dezembro de 1981 (43 anos) | 3        | 0        | 0                             | 0        |
| 13             | Andy Barron        | Team Wellington          | 12 (1)        | 24 de dezembro de 1980 (44 anos) | 1        | 0        | 0                             | 0        |
| 15             | Michael McGlinchey | Motherwell Football Club | 5 (0)         | 7 de janeiro de 1987 (38 anos)   | 0        | 0        | 0                             | 0        |
| 16             | Aaron Clapham      | Canterbury United FC     | 0 (0)         | 15 de janeiro de 1987 (38 anos)  | 0        | 0        | 0                             | 0        |
| 17             | Dave Mulligan      | sem afiliação            | 25 (3)        | 24 de março de 1982 (42 anos)    | 0        | 0        | 0                             | 0        |
| 21             | Jeremy Christie    | FC Tampa Bay             | 24 (1)        | 22 de maio de 1983 (41 anos)     | 2        | 0        | 0                             | 0        |
| Atacantes      |                    |                          |               |                                  |          |          |                               |          |
| 9              | Shane Smeltz       | Gold Coast United FC     | 33 (17)       | 29 de março de 1981 (43 anos)    | 3        | 1        | 0                             | 0        |
| 10             | Chris Killen       | Middlesbrough FC         | 32 (11)       | 8 de outubro de 1981 (43 anos)   | 3        | 0        | 0                             | 0        |
| 14             | Rory Fallon        | Plymouth Argyle FC       | 10 (3)        | 20 de março de 1982 (42 anos)    | 3        | 0        | 1                             | 0        |
| 20             | Chris Wood         | West Bromwich Albion FC  | 12 (0)        | 7 de dezembro de 1991 (33 anos)  | 3        | 0        | 0                             | 0        |
| 22             | Jeremy Brockie     | North Queensland Fury FC | 19 (0)        | 7 de outubro de 1987 (37 anos)   | 1        | 0        | 0                             | 0        |
| Treinador      |                    |                          |               |                                  |          |          |                               |          |
|                | Ricki Herbert      |                          |               | 10 de abril de 1961 (63 anos)    |          |          |                               |          |

Nota:
- 1 O número de jogos e gols se referem aos jogos pela seleção até 24 de junho de 2010.

## Primeira fase
| Pos | Equipe        | Pts | J | V | E | D | GP | GC | SG | Classificado      |
| --- | ------------- | --- | - | - | - | - | -- | -- | -- | ----------------- |
| 1   | Paraguai      | 5   | 3 | 1 | 2 | 0 | 3  | 1  | +2 | Fase eliminatória |
| 2   | Eslováquia    | 4   | 3 | 1 | 1 | 1 | 4  | 5  | −1 | Fase eliminatória |
| 3   | Nova Zelândia | 3   | 3 | 0 | 3 | 0 | 2  | 2  | 0  | Eliminado         |
| 4   | Itália        | 2   | 3 | 0 | 2 | 1 | 4  | 5  | −1 | Eliminado         |

### Nova Zelândia – Eslováquia
| 15 de junho | Nova Zelândia | 1 – 1     | Eslováquia | Royal Bafokeng Stadium, Rustemburgo       |
| 13:30       | Reid 90+3'    | Relatório | Vittek 50' | Público: 23 871 Árbitro: RSA Jerome Damon |

| Nova Zelândia | Eslováquia |

| G              | 1  | Mark Paston     |       |     |
| LD             | 4  | Winston Reid    | 90+3' |     |
| Z              | 6  | Ryan Nelsen     |       |     |
| Z              | 5  | Ivan Vicelich   |       | 78' |
| LE             | 19 | Tommy Smith     |       |     |
| V              | 3  | Tony Lochhead   | 42'   |     |
| V              | 7  | Simon Elliott   |       |     |
| M              | 11 | Leo Bertos      |       |     |
| M              | 14 | Rory Fallon     |       |     |
| A              | 10 | Chris Killen    |       | 72' |
| A              | 9  | Shane Smeltz    |       |     |
| Substituições: |    |                 |       |     |
| V              | 21 | Jeremy Christie |       | 78' |
| A              | 20 | Chris Wood      |       | 72' |
| Treinador:     |    |                 |       |     |
| Ricki Herbert  |    |                 |       |     |

| G              | 1  | Ján Mucha         |     |       |
| LD             | 5  | Radoslav Zabavník |     |       |
| Z              | 16 | Ján Ďurica        |     |       |
| Z              | 3  | Martin Škrtel     |     |       |
| LE             | 4  | Marek Čech        |     |       |
| V              | 6  | Zdeno Štrba       | 55' |       |
| M              | 7  | Vladimír Weiss    |     | 90+1' |
| M              | 9  | Stanislav Šesták  |     | 81'   |
| M              | 17 | Marek Hamšík      |     |       |
| A              | 11 | Róbert Vittek     |     | 84'   |
| A              | 18 | Erik Jendrišek    |     |       |
| Substituições: |    |                   |     |       |
| V              | 19 | Juraj Kucka       |     | 90+1' |
| M              | 15 | Miroslav Stoch    |     | 84'   |
| A              | 13 | Filip Hološko     |     | 81'   |
| Treinador:     |    |                   |     |       |
| Vladimír Weiss |    |                   |     |       |

Homem da partida
- Róbert Vittek

### Itália – Nova Zelândia
| 20 de junho | Itália             | 1 – 1     | Nova Zelândia | Mbombela Stadium, Nelspruit                |
| 16:00       | Iaquinta 29' (pen) | Relatório | Smeltz 7'     | Público: 38 229 Árbitro: GUA Carlos Batres |

| Itália | Nova Zelândia |

| G              | 12 | Federico Marchetti |  |     |
| LD             | 19 | Gianluca Zambrotta |  |     |
| Z              | 5  | Fabio Cannavaro    |  |     |
| Z              | 4  | Giorgio Chiellini  |  |     |
| LE             | 3  | Domenico Criscito  |  |     |
| V              | 6  | Daniele De Rossi   |  |     |
| V              | 22 | Riccardo Montolivo |  |     |
| V              | 15 | Claudio Marchisio  |  | 61' |
| M              | 7  | Simone Pepe        |  | 46' |
| A              | 9  | Vincenzo Iaquinta  |  |     |
| A              | 11 | Alberto Gilardino  |  | 46' |
| Substituições: |    |                    |  |     |
| M              | 16 | Mauro Camoranesi   |  | 46' |
| A              | 10 | Antonio Di Natale  |  | 46' |
| A              | 20 | Giampaolo Pazzini  |  | 61' |
| Treinador:     |    |                    |  |     |
| Marcello Lippi |    |                    |  |     |

| G              | 1  | Mark Paston     |     |       |
| LD             | 4  | Winston Reid    |     |       |
| Z              | 6  | Ryan Nelsen     | 87' |       |
| Z              | 5  | Ivan Vicelich   |     | 81'   |
| LE             | 19 | Tommy Smith     | 28' |       |
| V              | 7  | Simon Elliott   |     |       |
| V              | 3  | Tony Lochhead   |     |       |
| M              | 11 | Leo Bertos      |     |       |
| M              | 14 | Rory Fallon     | 14' | 63'   |
| A              | 10 | Chris Killen    |     | 90+3' |
| A              | 9  | Shane Smeltz    |     |       |
| Substituições: |    |                 |     |       |
| A              | 20 | Chris Wood      |     | 63'   |
| V              | 21 | Jeremy Christie |     | 81'   |
| M              | 13 | Andrew Barron   |     | 90+3' |
| Treinador:     |    |                 |     |       |
| Ricki Herbert  |    |                 |     |       |

Homem da partida
- Daniele De Rossi

### Paraguai – Nova Zelândia
| 24 de junho | Paraguai | 0 – 0     | Nova Zelândia | Peter Mokaba Stadium, Polokwane               |
| 16:00       |          | Relatório |               | Público: 34 850 Árbitro: JPN Yuichi Nishimura |

| Paraguai | Nova Zelândia |

| G               | 1  | Justo Villar     |     |     |
| LD              | 4  | Denis Caniza     |     |     |
| Z               | 5  | Julio Cáceres    |     |     |
| Z               | 14 | Paulo da Silva   |     |     |
| LE              | 3  | Claudio Morel    |     |     |
| V               | 15 | Víctor Cáceres   | 10' |     |
| M               | 16 | Cristian Riveros |     |     |
| M               | 13 | Enrique Vera     |     |     |
| A               | 9  | Roque Santa Cruz | 41' |     |
| A               | 18 | Nelson Valdez    |     | 67' |
| A               | 7  | Óscar Cardozo    |     | 66' |
| Substituições:  |    |                  |     |     |
| A               | 19 | Lucas Barrios    |     | 66' |
| A               | 10 | Édgar Benítez    |     | 67' |
| Treinador:      |    |                  |     |     |
| Gerardo Martino |    |                  |     |     |

| G              | 1  | Mark Paston    |     |     |
| LD             | 4  | Winston Reid   |     |     |
| Z              | 6  | Ryan Nelsen    | 56' |     |
| LE             | 19 | Tommy Smith    |     |     |
| V              | 7  | Simon Elliott  |     |     |
| V              | 5  | Ivan Vicelich  |     |     |
| M              | 3  | Tony Lochhead  |     |     |
| M              | 11 | Leo Bertos     |     |     |
| A              | 10 | Chris Killen   |     | 79' |
| A              | 9  | Shane Smeltz   |     |     |
| A              | 14 | Rory Fallon    |     | 69' |
| Substituições: |    |                |     |     |
| A              | 20 | Chris Wood     |     | 69' |
| A              | 22 | Jeremy Brockie |     | 79' |
| Treinador:     |    |                |     |     |
| Ricki Herbert  |    |                |     |     |

Homem da partida
- Roque Santa Cruz